# Shivakiar Ibrahim
Shivakiar Ibrahim, in arabo  شويكار الأميرة‎? (Scutari, 25 ottobre 1876 – Il Cairo, 17 febbraio 1947), è stata una principessa egiziana di origini turche della dinastia di Mehmet Ali, la prima moglie del futuro sultano e poi re d'Egitto e del Sudan Fuʾād I.

## Biografia
Shivakiar Ibrahim Khatoum Hanim era l'unica figlia del principe Ibrahim Fahmi Ahmad Pascià e della sua prima moglie, Vijdan Navjuvan Khanum.
Shivakiar nel 1896 sposò in prime nozze suo cugino, il principe Fu'ad, che in seguito divenne re d'Egitto, col quale ebbe due figli: Ismāʿīl e Fawkia. L'unione si rivelò infelice e la coppia divorziò nel 1898. La principessa si risposò nel 1900 con Abdul Rauf Sabit Bey, un ufficiale di marina ottomano, con il quale ebbe due figli e da cui si separarò nel 1903. Si risposò l'anno successivo, come seconda moglie, con Saifullah Yusri Pascià, con il quale ebbe due figli: Vahid Yusri Pascià e Lutfia Khanoum; questa unione durò fino al 1916. Tra il 1917 e il 1925 fu sposata con Muhammad Salim Khalil Bey Demirkan, con il quale ebbe il suo ultimo figlio, Muhammad Vahid ud-din Khalil. Infine, nel 1927 si unì a Ilhamy Hussein Pascià.
Tra gli anni 1920 e 1940 Shivakiar Hanim si dedicò alla beneficenza e ai diritti delle donne: fu presidente sia dell'associazione di beneficenza Muhemmad Ali sia dell'associazione femminile "Mar'a al-Guedida" (la nuova donna). 
Negli anni 1930 la principessa scrisse e pubblicò tre libri: Mon pays: la renovation de l'Egypte, Mohammed Ali (Il mio paese: la rinascita dell'Egitto, Mehmet Ali), Ne-Ouser-Ra (il faraone Ne-Ouser-Ra) e Sa petite esclave (La sua piccola schiava), scritti in lingua francese.
Shivakiar Khnoum morì a 70 anni nel palazzo Al-Kasr al-Aali il 17 febbraio 1947. Fu sepolta a Bab Al-Khalk, nella necropoli Qarafa del Cairo.

## Galleria d'immagini

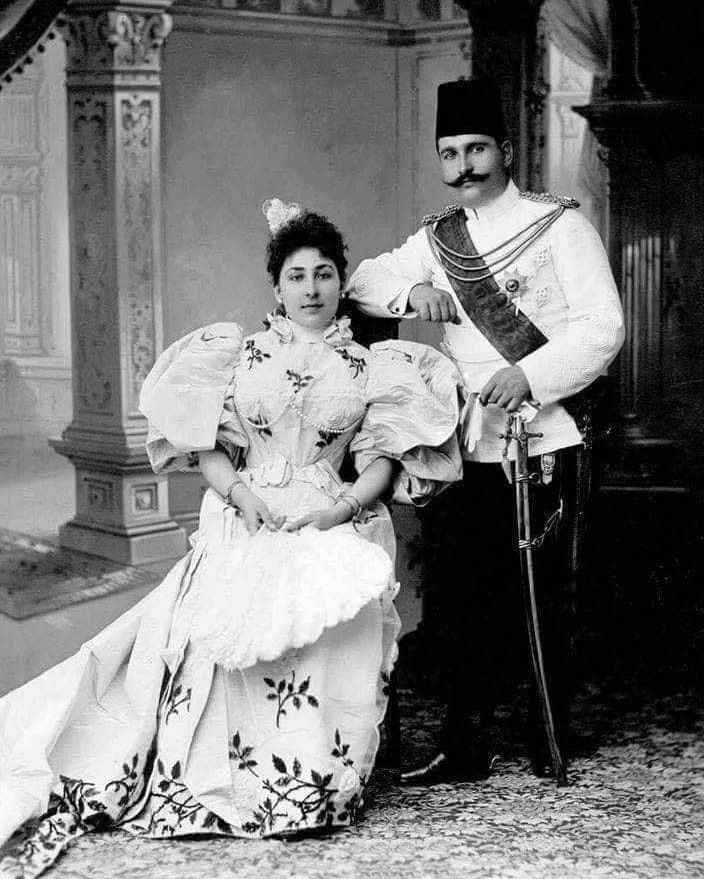
Il principe Fu'ad e sua moglie, la principessa Shivakiar, 1897 circa
Il cenotafio della principessa Shivakiar

## Albero genealogico
|                            |   |                           | Genitori |  |  | Nonni |  |  | Bisnonni       |  |  | Trisnonni  |  |
|                            |   |                           |          |  |  |       |  |  | Ibrāhīm Pascià |  |  | Mehmet Ali |  |
|                            |   |                           |          |  |  |       |  |  | Ibrāhīm Pascià |  |  | Mehmet Ali |  |
|                            |   | Amina Nosratli            |          |  |  |       |  |  | Ibrāhīm Pascià |  |  |            |  |
| Ahmed Rifaat d'Egitto      |   |                           |          |  |  |       |  |  | Ibrāhīm Pascià |  |  |            |  |
|                            |   | Shivakiar Khatoum Effendi | …        |  |  |       |  |  |                |  |  |            |  |
|                            |   | Shivakiar Khatoum Effendi | …        |  |  |       |  |  |                |  |  |            |  |
|                            |   | Shivakiar Khatoum Effendi | …        |  |  |       |  |  |                |  |  |            |  |
| Ibrahim Fahmi Ahmad Pascià |   | Shivakiar Khatoum Effendi |          |  |  |       |  |  |                |  |  |            |  |
|                            |   | …                         | …        |  |  |       |  |  |                |  |  |            |  |
|                            |   | …                         | …        |  |  |       |  |  |                |  |  |            |  |
|                            |   | …                         | …        |  |  |       |  |  |                |  |  |            |  |
| Shamsi Hanim               |   | …                         |          |  |  |       |  |  |                |  |  |            |  |
|                            |   | …                         | …        |  |  |       |  |  |                |  |  |            |  |
|                            |   | …                         | …        |  |  |       |  |  |                |  |  |            |  |
|                            |   | …                         | …        |  |  |       |  |  |                |  |  |            |  |
| Shivakiar Ibrahim          |   | …                         |          |  |  |       |  |  |                |  |  |            |  |
|                            | … | …                         |          |  |  |       |  |  |                |  |  |            |  |
|                            | … | …                         |          |  |  |       |  |  |                |  |  |            |  |
|                            | … | …                         |          |  |  |       |  |  |                |  |  |            |  |
| …                          | … |                           |          |  |  |       |  |  |                |  |  |            |  |
|                            |   | …                         | …        |  |  |       |  |  |                |  |  |            |  |
|                            |   | …                         | …        |  |  |       |  |  |                |  |  |            |  |
|                            |   | …                         | …        |  |  |       |  |  |                |  |  |            |  |
| Vijdan Navjuvan Khanum     |   | …                         |          |  |  |       |  |  |                |  |  |            |  |
|                            |   | …                         | …        |  |  |       |  |  |                |  |  |            |  |
|                            |   | …                         | …        |  |  |       |  |  |                |  |  |            |  |
|                            |   | …                         | …        |  |  |       |  |  |                |  |  |            |  |
| …                          |   | …                         |          |  |  |       |  |  |                |  |  |            |  |
|                            |   | …                         | …        |  |  |       |  |  |                |  |  |            |  |
|                            |   | …                         | …        |  |  |       |  |  |                |  |  |            |  |
|                            |   | …                         | …        |  |  |       |  |  |                |  |  |            |  |
|                            |   | …                         |          |  |  |       |  |  |                |  |  |            |  |